# Lech (Vorarlberg)
Pour les articles homonymes, voir Lech (homonymie).
Lech ou Lech am Arlberg est une commune autrichienne, située dans le Vorarlberg, il s'agit aussi d'une station de sports d'hiver. La station est célèbre pour son domaine skiable (pistes balisées ou hors piste) et offre de nombreuses activités comme le parapente. Elle est connectée via des remontées mécaniques à une autre station : Zürs.
Il est arrivé que la ville accueille des compétitions internationales dont la coupe du monde de ski alpin.
En été, la station, plus calme et nettement plus abordable en termes de prix, ne manque pas d'attraits. Son site offre des panoramas grandioses, séduit par ses vastes alpages et se prête fort bien à la marche et au VTT.
Le 17 février 2012, Johan Friso van Oranje-Nassau van Amsberg y a été pris dans une avalanche alors qu'il y faisait du ski.

## Géographie
L'altitude de 1444 m du village fait référence à l'emplacement de l'ancienne église sur une colline. 14,1 % du territoire communal est boisé, 58 % du territoire est alpin. Géographiquement et historiquement, Lech appartient à la région de Hochtannberg, anciennement Tannberg, mais en termes de tourisme, la commune fait partie de la région d'Arlberg. Lech fait partie du district de Bludenz et de l'arrondissement judiciaire de Bludenz, mais contrairement à ses voisines du sud, Klösterle et Dalaas, qui font également partie du district de Bludenz, elle n'est pas située dans le Klostertal, mais dans le massif de l'Arlberg, au nord-est de celui-ci.
Dans la commune de Lech, les rivières Formarinbach (qui prend sa source près du lac Formarin) et Spullerbach, qui se jette dans le lac Spullersee, se rejoignent pour former la rivière Lech, qui s'écoule ensuite via Warth à travers le Lechtal tyrolien en direction de la Bavière.

## Démographie
| 1971  | 1981  | 1991  | 2001  |
| ----- | ----- | ----- | ----- |
| 1 223 | 1 270 | 1 234 | 1 466 |

## Personnalités
Lech est connue pour être le refuge de nombreuses célébrités dont principalement des familles royales telles que la famille royale néerlandaise et des membres des familles princières monégasque et royale britannique qui viennent régulièrement dans la station.
Parmi les hôtes réguliers actuels on trouve :
- la famille royale néerlandaise
- la reine-mère Beatrix des Pays-Bas
- la princesse Caroline de Monaco[3]

et anciennement :
- la princesse Diana

## Culture et manifestations

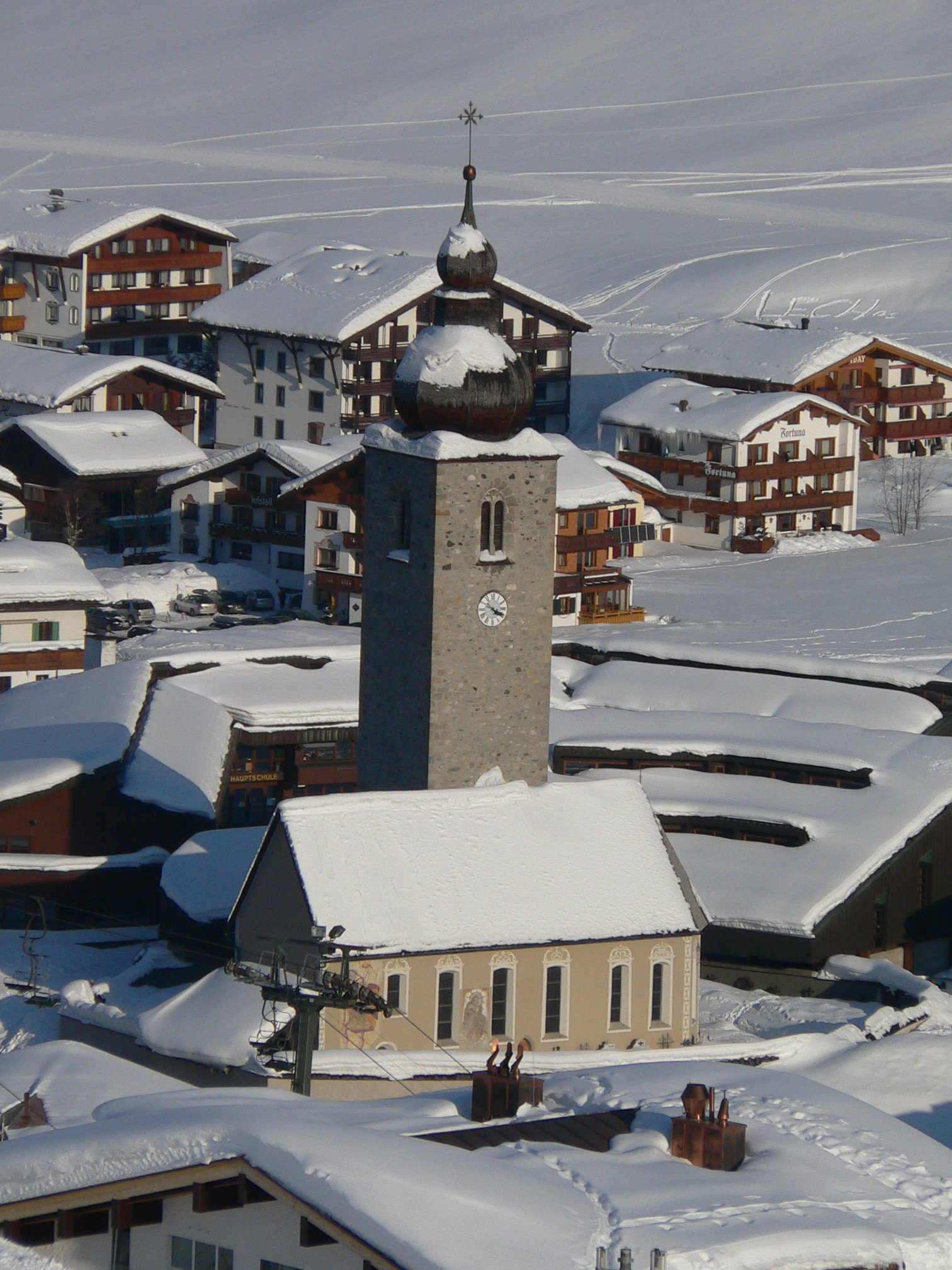
L'église de Lech enneigée.

### Rallye de voitures anciennes
Cent-dix équipes participent du 29 juin au 2 juillet 2017 à la huitième édition de l’Arlberg Classic Car Rally Lech. Ce rallye automobile réunit des voitures et motos anciennes des années 1920 à 1970. Trois parcours différents commencent à Lech et sont d’une longueur totale de 600 km, avec un dénivelé de 1894 m, de la vallée de l’Inn jusqu’au sommet Zugspitze, en passant par les châteaux de Louis II de Bavière. Les routes panoramiques et cols montagneux seront parcourus par des véhicules de 13 nations. Une soirée de gala clôture ce rallye de trois jours dans la « tente de verre » dans le parc de l’hôtel Arlberg.

### Course de ski «Weisser Ring»
Le « Weisser Ring » (boucle blanche) est une course de ski qui a lieu à partir de la station Lech und Zürs am Arlberg. Elle comporte 22 kilomètres de descente avec un dénivelé de 5 500 m et six remontées mécaniques. C’est la course de ski la plus longue du monde.
Le point de départ et d’arrivée est à Lech. Les quatre pistes passent par Zürs et Zug. La participation à cette course est limitée à 1 000 skieurs et skieuses.
La veille de la course a lieu le Speed Race Zürs, dont le but est d’atteindre un record de vitesse sur une piste courte.

### Lech Classic Festival
Pendant cinq jours, du 31 juillet au 5 août 2017, l’orchestre et la chorale du Festival de Lech accompagnent des chanteurs et musiciens solistes jouissant d’une expérience internationale.
Pour la 6e édition de ce festival qui a lieu dans la nouvelle église, le gala d’ouverture sera composé d’airs d’opéra de Mozart, de Bizet, Puccini, Rossini et Verdi. Puis des airs célèbres d’opéra alterneront avec des partitions pour instruments : composés par Strauß, Offenbach, Vivaldi, Haydn, Mozart, Beethoven… Le festival se terminera par « La création » de Joseph Haydn, oratorio pour solistes, chœur et orchestre.

### vo:dô
À Lech am Arlberg, agriculteurs, restaurateurs et hôteliers se sont regroupés pour proposer aux visiteurs des produits régionaux de qualité : leur réseau a pour nom « vo:dô » – ce qui veut dire « d’ici » en dialecte local – et s’emploie à promouvoir les menus « zéro kilomètre » avec les produits locaux. Parmi les spécialités de Lech comptent par exemple le lait de vaches nourries au foin, les truites de montagne, les ombles de fontaine et le pain cuit au feu de bois.

### Festival LegeArtis Lech
Le festival international « Lege Artis » (qui veut dire : "dans les règles de l’art") a lieu pour la cinquième fois, du 8 au 10 septembre 2017. Il réunit avant tout de jeunes artistes prometteurs dans les montagnes du Vorarlberg. Dans le sillage de ce festival a lieu un concours pour les jeunes talents musicaux jusqu’à 13 ans. "LegeArtis goes Europe": après trois concerts à Lech am Arlberg, les musiciens se produisent à Londres, Madrid, Düsseldorf, Moscou et Vienne.

### Présence de Lech dans l'univers de la fiction
Lech est le lieu du thriller An Exchange of Eagles d'Owen Sela, dans lequel un groupe de conspirateurs allemands et américains tente d'assassiner Adolf Hitler pendant le séjour du dictateur dans la station en 1940.
L'action du roman policier Crossed Skis - An Alpine Mystery de Carol Carnac, qui a également écrit sous le nom de E.C.R. Lorac, se déroule à Londres et à Lech, avec un groupe de skieurs anglais. Publié pour la première fois en 1952, il a été réédité en 2020 dans le cadre de la série British Library Crime Classics.
Lech a été l'un des lieux de tournage du film Bridget Jones, sorti en 2004 : L'âge de raison, avec Renée Zellweger.

### Philosophie & littérature
Tous les ans au mois de septembre, des philosophes, des penseurs, des écrivains et un public intéressé se donnent rendez-vous au Philosophicum Lech – pour la 21e fois, du 20 au 24 septembre 2017. Le thème pour l’année 2017 est « Le courage de la paresse- le travail et son destin ».
Dans le cadre du Philosophicum a également lieu la remise du « Tractatus ». Ce prix doté de 25 000 euros récompense des publications remarquables dans le domaine de la philosophie culturelle.
Au mois de juillet a aussi lieu un événement littéraire similaire, le Literaricum Lech.

### Musée
Le musée Huber-Hus présente l'habitat paysan dans une bâtisse qui remonte à 1590.

### Skyspace Lech
À Tannegg (Oberlech) à 1780 mètres d‘altitude avec vue sur le Biberkopf et l’Omeshorn, l’artiste américain James Turrell a conçu un skyspace dans lequel le rencontre du ciel et de la terre peut être perceptionné d’une nouvelle façon dans le paysage de haute-montagne.

### Medicinicum Lech
La ville est aussi un lieu de rencontre sur le thème de la santé, ainsi le Medicinicum Lech est un congrès qui se tient chaque année depuis 2014 à Lech. Il s'agit du plus grand événement de santé publique de la région de Vorarlberg. Le principe de l'évènement est d'inviter des chercheurs et d'autres professionnels de santé à donner des conférences dans une approche interdisciplinaire qui s'appuie sur le rapprochement des médecines occidentales, orientales et des médecines alternatives.

## Architecture

### Cabanes de ski - Développement
À l'origine, les cabanes et les alpages étaient des abris pour les bergers et, par conséquent, meublés de façon simple. Aujourd'hui, les cabanes se montrent d’une façon traditionnelle et moderne en même temps, réalisées avec des lignes claires, du verre et du bois local.
L'utilisation principale des cabanes de ski est toujours que les randonneurs ou skieurs peuvent prendre une pause et se détendre. De plus en plus de gens ne montent sur la montagne que pour manger. Il y a des plats simples et traditionnels, mais avec des ingrédients sélectionnés de la région, des gourmandises locales et de haute gastronomie internationale.
Dans la région de Lech, il n'y a plus que 10 cabanes,,.

## Sport

### Parc de course en altitude
Dans un décor naturel, les coureurs et marcheurs peuvent parcourir à Lech und  Zürs am Arlberg dix parcours de 54 kilomètres au total au choix – quatre faciles, deux de difficulté moyenne et deux difficiles, un parcours de course de montagne et l’itinéraire forestier pour courses d’entraînement. Grâce aux panneaux indicateurs et aux cartes, les coureurs peuvent contrôler leurs consignes individuelles de vitesse et de pouls.

### Domaine skiable

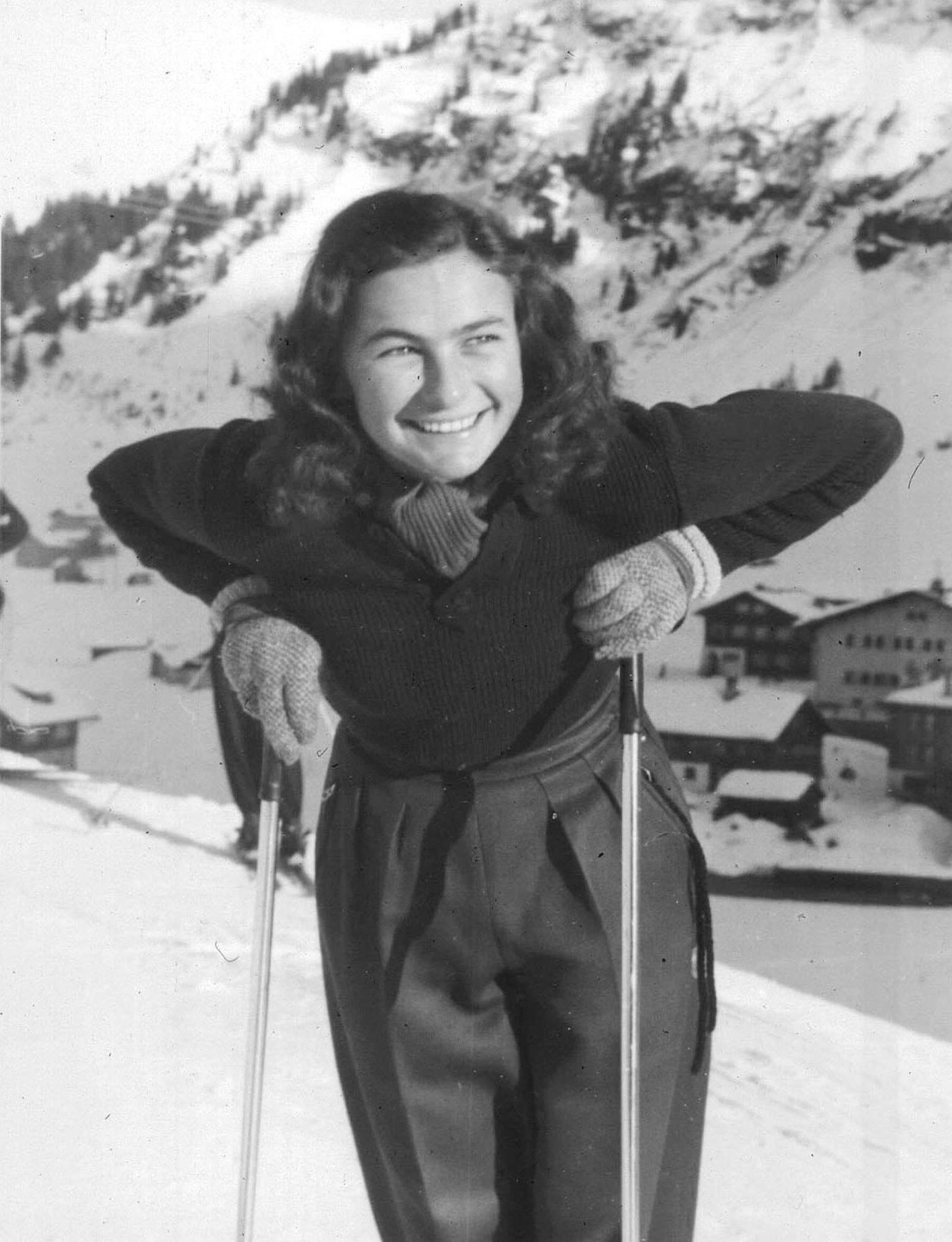
Resi Hammerer au club de ski Kleinwalsertal à Lech am Arlberg en 1948.

Dans les années 1940, Sepp Bildstein (de) et Emil Doppelmayr installent à Lech des remontées mécaniques, à l'origine du développement de la station de ski.
Le domaine skiable Arlberg de part et d’autre de la frontière de la région du Vorarlberg comprend actuellement 350 km de pistes de ski préparées ainsi que 200 km de descente technique. Environ 63 % des pistes sont enneigées. 97 téléphériques et remontées mécaniques sont en activité, avec une capacité d’acheminement de 123 600 personnes par heure. Depuis la saison hivernale 2013/2014, la télécabine Auenfeldjet relie les domaines skiables Lech-Zürs et Warth-Schröcken voisins.

## Jumelage
- Beaver Creek Resort, Avon, Colorado, Etats-Unis
- Kampen, Sylt, Allemagne
- Hakuba, Happo, Japon